# 普利斯卡·努格罗霍
普利斯卡·玛德琳·努格罗霍（Priska Madelyn Nugroho，2003年5月29日—），印度尼西亚女子网球运动员。截至2024年10月，她在ITF女子世界网球巡回赛上赢得了7个单打冠军和11个双打冠军
14岁时，她在2017年新加坡WTA年终总决赛中赢得了U-14组的WTA未来之星（WTA Future Stars）赛事冠军。2019年和2023年，普里斯卡入选代表印尼东南亚运动会代表团，并获得单打铜牌（2019年）和金牌（2023年）。2020年，她搭档亚历克莎·埃亚拉夺得2020年澳大利亚网球公开赛青少年女子双打冠军。
2021年，普里斯卡开始为北卡罗来纳州立大学打大学网球。2022年，她以单打23胜8负的战绩排名全国第89位，双打26胜4负的战绩结束了大一生涯。2022年6月，她被评为大西洋沿岸联盟年度最佳新生。
她首次参加WTA巡回赛正赛是在2024年江西网球公开赛，她通过资格赛进入了正赛。

## 青少年大满贯决赛

### 双打: 1 (冠军)
| 结果 | 日期 | 巡回赛             | 场地 | 搭档            | 对手                           | 比分     |
| ---- | ---- | ------------------ | ---- | --------------- | ------------------------------ | -------- |
| 胜   | 2020 | 澳大利亚网球公开赛 | 硬地 | 亚历克莎·埃亚拉 | Živa Falkner Matilda Mutavdzic | 6–1, 6–2 |